# Coupe de la Ligue japonaise de football 2019
Navigation
Coupe de la Ligue 2018 Coupe de la Ligue 2020
La coupe de la Ligue japonaise 2019 est la 27e édition de la Coupe de la Ligue japonaise, organisée par la J.League, elle oppose les 18 équipes de J.League et une de J2.League du 6 mars 2019 au 26 octobre 2019.
Le vainqueur se qualifie pour la Coupe Levain.

## Format
Les 18 équipes évoluant en J.League 2019 participent au tournoi. En fonction des résultats des éliminatoires de la Ligue des champions de l'AFC 2019, une ou deux équipes de J2.League 2019 peuvent y participer. Il s'agit du Kashiwa Reysol et du V-Varen Nagasaki, respectivement 17e et 18e de la J.League 2018.

## Phase de groupes

### Groupe A
| Rang | Équipe                     | Pts | J | G | N | P | Bp | Bc | Diff |  | Résultats (▼ dom., ► ext.) | SAP | NAG | YOK | BEL |
| ---- | -------------------------- | --- | - | - | - | - | -- | -- | ---- |  | -------------------------- | --- | --- | --- | --- |
| 1    | Hokkaido Consadole Sapporo | 9   | 6 | 2 | 3 | 1 | 13 | 11 | +2   |  | Hokkaido Consadole Sapporo |     | 0-0 | 0-4 | 4-1 |
| 2    | V-Varen Nagasaki           | 8   | 6 | 2 | 2 | 2 | 10 | 11 | -1   |  | V-Varen Nagasaki           | 3-6 |     | 3-1 | 2-1 |
| 3    | Yokohama F. Marinos        | 8   | 6 | 2 | 2 | 2 | 9  | 8  | +1   |  | Yokohama F. Marinos        | 1-1 | 2-2 |     | 1-0 |
| 4    | Shonan Bellmare            | 7   | 6 | 2 | 1 | 3 | 7  | 9  | -2   |  | Shonan Bellmare            | 2-2 | 1-0 | 2-0 |     |

### Groupe B
| Rang | Équipe         | Pts | J | G | N | P | Bp | Bc | Diff |  | Résultats (▼ dom., ► ext.) | SEN | FCT | TOS | KAS |
| ---- | -------------- | --- | - | - | - | - | -- | -- | ---- |  | -------------------------- | --- | --- | --- | --- |
| 1    | Vegalta Sendai | 12  | 6 | 3 | 3 | 0 | 9  | 5  | +4   |  | Vegalta Sendai             |     | 2-1 | 1-1 | 2-1 |
| 2    | FC Tokyo       | 10  | 6 | 3 | 1 | 2 | 6  | 4  | +2   |  | FC Tokyo                   | 0-0 |     | 1-0 | 2-0 |
| 3    | Sagan Tosu     | 5   | 6 | 1 | 2 | 3 | 3  | 6  | -3   |  | Sagan Tosu                 | 1-3 | 0-1 |     | 0-0 |
| 4    | Kashiwa Reysol | 5   | 6 | 1 | 2 | 3 | 4  | 7  | -3   |  | Kashiwa Reysol             | 1-1 | 2-1 | 0-1 |     |

### Groupe C
| Rang | Équipe         | Pts | J | G | N | P | Bp | Bc | Diff |  | Résultats (▼ dom., ► ext.) | CER | NAG | OIT | KOB |
| ---- | -------------- | --- | - | - | - | - | -- | -- | ---- |  | -------------------------- | --- | --- | --- | --- |
| 1    | Cerezo Osaka   | 11  | 6 | 3 | 2 | 1 | 9  | 4  | +5   |  | Cerezo Osaka               |     | 3-0 | 2-0 | 1-0 |
| 2    | Nagoya Grampus | 9   | 6 | 2 | 3 | 1 | 11 | 11 | 0    |  | Nagoya Grampus             | 2-2 |     | 2-1 | 2-2 |
| 3    | Oita Trinita   | 7   | 6 | 2 | 1 | 3 | 7  | 10 | -3   |  | Oita Trinita               | 2-1 | 2-2 |     | 2-1 |
| 4    | Vissel Kobe    | 5   | 6 | 1 | 2 | 3 | 6  | 8  | -2   |  | Vissel Kobe                | 0-0 | 1-3 | 2-0 |     |

### Groupe D
| Rang | Équipe              | Pts | J | G | N | P | Bp | Bc | Diff |  | Résultats (▼ dom., ► ext.) | OSA | IWA | SHI | MAT |
| ---- | ------------------- | --- | - | - | - | - | -- | -- | ---- |  | -------------------------- | --- | --- | --- | --- |
| 1    | Gamba Osaka         | 11  | 6 | 3 | 2 | 1 | 10 | 5  | +5   |  | Gamba Osaka                |     | 4-1 | 3-1 | 2-1 |
| 2    | Júbilo Iwata        | 9   | 6 | 3 | 0 | 3 | 6  | 8  | -2   |  | Júbilo Iwata               | 1-0 |     | 0-2 | 1-0 |
| 3    | Shimizu S-Pulse     | 8   | 6 | 2 | 2 | 2 | 8  | 8  | 0    |  | Shimizu S-Pulse            | 1-1 | 1-0 |     | 2-2 |
| 4    | Matsumoto Yamaga FC | 5   | 6 | 1 | 2 | 3 | 6  | 9  | -3   |  | Matsumoto Yamaga FC        | 0-0 | 1-3 | 2-1 |     |

## Phase finale
La phase finale est un tour disputé entre les deux premiers de chaque groupe en match aller et retour puis sont rejoints en quart de finale par les 4 participants à la Ligue des champions de l'AFC.

### Tour préliminaire
| Équipe           | Aller | Total | Retour | Équipe                     |
| ---------------- | ----- | ----- | ------ | -------------------------- |
| FC Tokyo         | 1 - 0 | 2 - 1 | 1 - 1  | Cerezo Osaka               |
| Júbilo Iwata     | 1 - 2 | 2 - 4 | 1 - 2  | Hokkaido Consadole Sapporo |
| V-Varen Nagasaki | 1 - 4 | 3 - 4 | 2 - 0  | Gamba Osaka                |
| Nagoya Grampus   | 2 - 0 | 2 - 1 | 0 - 1  | Vegalta Sendai             |

|  | Quarts de finale           | Quarts de finale           | Quarts de finale           | Quarts de finale           |                            |                            | Demi-finales | Demi-finales | Demi-finales | Demi-finales |  |  | Finale                      | Finale | Finale | Finale |
|  |                            |                            |                            |                            |                            |                            |              |              |              |              |  |  |                             |        |        |        |
|  |                            |                            |                            |                            |                            |                            |              |              |              |              |  |  | Stade Saitama 2002, Saitama |        |        |        |
|  |                            |                            |                            |                            |                            |                            |              |              |              |              |  |  |                             |        |        |        |
|  | Gamba Osaka                | Gamba Osaka                | 1                          | 1                          |                            |                            |              |              |              |              |  |  |                             |        |        |        |
|  | Gamba Osaka                | Gamba Osaka                | 1                          | 1                          |                            |                            |              |              |              |              |  |  |                             |        |        |        |
|  | FC Tokyo                   | FC Tokyo                   | 0                          | 2                          |                            |                            |              |              |              |              |  |  |                             |        |        |        |
|  | FC Tokyo                   | FC Tokyo                   | 0                          | 2                          | Gamba Osaka                | Gamba Osaka                | 2            | 0            |              |              |  |  |                             |        |        |        |
|  |                            |                            |                            |                            | Gamba Osaka                | Gamba Osaka                | 2            | 0            |              |              |  |  |                             |        |        |        |
|  |                            |                            | Hokkaido Consadole Sapporo | Hokkaido Consadole Sapporo | 1                          | 1                          |              |              |              |              |  |  |                             |        |        |        |
|  | Hokkaido Consadole Sapporo | Hokkaido Consadole Sapporo | Hokkaido Consadole Sapporo | Hokkaido Consadole Sapporo | 1                          | 1                          | 3            | 1            |              |              |  |  |                             |        |        |        |
|  | Hokkaido Consadole Sapporo | Hokkaido Consadole Sapporo |                            |                            |                            |                            |              | 1            |              |              |  |  |                             |        |        |        |
|  | Sanfrecce Hiroshima        | Sanfrecce Hiroshima        | 2                          | 1                          |                            |                            |              |              |              |              |  |  |                             |        |        |        |
|  | Sanfrecce Hiroshima        | Sanfrecce Hiroshima        | 2                          | 1                          | Hokkaido Consadole Sapporo | Hokkaido Consadole Sapporo | 3tab(4)      | 3tab(4)      |              |              |  |  |                             |        |        |        |
|  |                            |                            |                            |                            | Hokkaido Consadole Sapporo | Hokkaido Consadole Sapporo | 3tab(4)      | 3tab(4)      |              |              |  |  |                             |        |        |        |
|  |                            |                            | Kawasaki Frontale          | Kawasaki Frontale          | 3tab(5)                    | 3tab(5)                    |              |              |              |              |  |  |                             |        |        |        |
|  | Kawasaki Frontale          | Kawasaki Frontale          | Kawasaki Frontale          | Kawasaki Frontale          | 3tab(5)                    | 3tab(5)                    | 2            | 2            |              |              |  |  |                             |        |        |        |
|  | Kawasaki Frontale          | Kawasaki Frontale          |                            |                            |                            |                            |              |              |              |              |  |  |                             |        |        |        |
|  | Nagoya Grampus             | Nagoya Grampus             | 0                          | 2                          |                            |                            |              |              |              |              |  |  |                             |        |        |        |
|  | Nagoya Grampus             | Nagoya Grampus             | 0                          | 2                          | Kawasaki Frontale          | Kawasaki Frontale          | 3            | 0            |              |              |  |  |                             |        |        |        |
|  |                            |                            |                            |                            | Kawasaki Frontale          | Kawasaki Frontale          | 3            | 0            |              |              |  |  |                             |        |        |        |
|  |                            |                            | Kashima Antlers            | Kashima Antlers            | 1                          | 0                          |              |              |              |              |  |  |                             |        |        |        |
|  | Urawa Red Diamonds         | Urawa Red Diamonds         | Kashima Antlers            | Kashima Antlers            | 1                          | 0                          | 2            | 2            |              |              |  |  |                             |        |        |        |
|  | Urawa Red Diamonds         | Urawa Red Diamonds         |                            |                            |                            |                            |              | 2            |              |              |  |  |                             |        |        |        |
|  | Kashima Antlers            | Kashima Antlers            | 3                          | 2                          |                            |                            |              |              |              |              |  |  |                             |        |        |        |
|  | Kashima Antlers            | Kashima Antlers            | 3                          | 2                          |                            |                            |              |              |              |              |  |  |                             |        |        |        |
|  |                            |                            |                            |                            |                            |                            |              |              |              |              |  |  |                             |        |        |        |

tab = Tirs au but; ap = Après prolongation

### Quarts de finale
| Équipe                     | Aller | Total  | Retour | Équipe              |
| -------------------------- | ----- | ------ | ------ | ------------------- |
| Kawasaki Frontale          | 2 - 0 | 4 - 2  | 2 - 2  | Nagoya Grampus      |
| Hokkaido Consadole Sapporo | 3 - 2 | 4 - 3  | 1 - 1  | Sanfrecce Hiroshima |
| Gamba Osaka                | 1 - 0 | 2E - 2 | 1 - 2  | FC Tokyo            |
| Urawa Red Diamonds         | 2 - 3 | 4 - 5  | 2 - 2  | Kashima Antlers     |

### Demi-finales
| Équipe            | Aller | Total  | Retour | Équipe                     |
| ----------------- | ----- | ------ | ------ | -------------------------- |
| Kawasaki Frontale | 3 - 1 | 3 - 1  | 0 - 0  | Kashima Antlers            |
| Gamba Osaka       | 2 - 1 | 2 - 2E | 0 - 1  | Hokkaido Consadole Sapporo |

### Finale
| Samedi 26 octobre 2019               | Hokkaido Consadole Sapporo                              | 3 - 3                 | Kawasaki Frontale                                              | Stade Saitama 2002, Saitama                   |                                               |
| 14h05 (UTC+9) (6h05 heure française) | Suga 10e · Fukai 90+5e · Fukumori 99e                   | (1 - 0, 2 - 2, 3 - 2) | 47e Abe · 88e 109e Kobayashi                                   | Spectateurs : 48 119 Arbitrage : Yusuke Araki | Spectateurs : 48 119 Arbitrage : Yusuke Araki |
| 14h05 (UTC+9) (6h05 heure française) | Suga 88e                                                | Rapport               | 96e Taniguchi · 115e Ienaga ·                                  | Spectateurs : 48 119 Arbitrage : Yusuke Araki | Spectateurs : 48 119 Arbitrage : Yusuke Araki |
| 14h05 (UTC+9) (6h05 heure française) | Lopes · Suzuki · Shirai · Fernandes · Ishikawa · Shindo | Tirs au but 4 - 5     | Kobayashi · Yamamura · Nakamura · Kurumaya · Ienaga · Hasegawa | Spectateurs : 48 119 Arbitrage : Yusuke Araki | Spectateurs : 48 119 Arbitrage : Yusuke Araki |